# رشاد حامد
رشاد حامد  ممثل مصري ظهر على شاشة السينما في بداية الأربعينيات واستمر حتى مطلع السبعينيات في أدوارا ثانوية معظمها أدوار ضابط الشرطة بالأقسام والسجون خصوصاً في الأقاليم. كانت بدايته في فيلم «سى عمر»  عام 1941 وآخر أفلامه كان مع فريد شوقي في فيلم «العنيد» عام 1973. كما قام بالتمثيل الصوتي في مسلسلات إذاعية مثل «الفرسان الأربعة»  للمخرج عصمت حمدي، و«رجالة ورق» للمخرج أحمد أبو زيد.
كانت حصيلة مشواره الفني 106 عمل بين السينما والمسرح وكان أهمهم:
- فيلم «من عظماء الإسلام» عام  1970 للمخرج نيازي مصطفى.
- فيلم «يوميات نائب في الأرياف» عام 1969 للمخرج توفيق صالح.
- فيلم «المرأة شيطان» عام 1949 للمخرج عبد الفتاح حسن.
- فيلم «الطريق» عام 1964 للمخرج حسام الدين مصطفى.
- مسلسل «بنت الأيام» عام 1977 للمخرج نور الدمرداش.